# Pomaro Monferrato
Pomaro Monferrato (piemontiul: Pomar, helyi nyelvjárásban: Pomà) település Olaszországban, Piemont régióban, Alessandria megyében. Lakosainak száma 301 fő (2023. január 1.). Pomaro Monferrato Borgo San Martino, Giarole, Ticineto, Valmacca, Bozzole, Occimiano és Valenza községekkel határos.

## Népesség
A település lakossága az elmúlt években az alábbi módon változott:
| Lakosok száma | 382  | 370  | 301  |
|               | 2017 | 2018 | 2023 |